# Salsola adversariifolia
Salsola adversariifolia är en amarantväxtart som beskrevs av Viktor Petrovitj Botjantsev. Salsola adversariifolia ingår i släktet sodaörter, och familjen amarantväxter. Inga underarter finns listade i Catalogue of Life.